# Nakao Kumaki

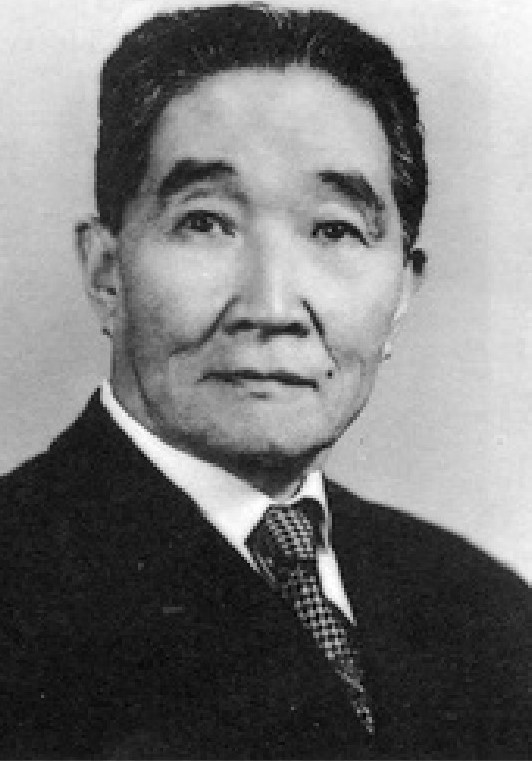
Nakao Kumaki

Nakao Kumaki (japanisch 中尾 熊喜; geboren 24. November 1899 in der Präfektur Kumamoto; gestorben 28. Juni 1975) war ein japanischer Auswanderer nach Brasilien und eine führende Persönlichkeit unter den dort lebenden Japanern.

## Leben und Wirken
Nakao Kumaki ging nach Abschluss der Grundschule 1914, im Alter von 14 Jahren, als formales Mitglied der Familie von Sakanoue Shigetsugu (坂上 重次) nach Brasilien. Er bemühte sich um das Erlernen der Landessprache und gab im Alter von 22 Jahren ein portugiesisches Grammatikbuch mit dem Titel Wie schreibe ich einen Brief auf Portugiesisch? Eine Praktische Anwendung heraus. 1927 gründete er zusammen mit Shimomoto Kenkichi (1897–1957) und anderen die „Cotia Industrial Association“ und fungierte als deren erster Geschäftsführer.
Danach gründeten Nakao „Kana Kao Chemical Industry Co., Ltd.“, um von einem landwirtschaftlichen Betrieb zu einer kommerziellen Industrie zu werden. Das Besondere war, dass dieses Unternehmen das erste öffentliche Unternehmen im Besitz japanischer Einwanderer war und dass er für seine unbedingte Zuneigung zu seinen Mitarbeitern bekannt war. Es war interessant, übernahm etwa Studiengebühren für Mitarbeiterkinder, bot Stipendien für Mitarbeiter und errichtete Schulen nicht nur für Studenten, sondern auch für Mitarbeiter.
1952 spendete Nakao Gelder für die Gründung des „Brasilianisch-Japanischen Studentenzentrums“. 1955 wurde er Mitglied des 15-köpfigen Vorbereitungskomitees für die Gründung der japanischen Kulturvereinigung von São Paulo und auf Anweisung von Präsident Yamamoto Kioshi (1892–1963) zum Vizepräsidenten ernannt.
Während seiner Amtszeit investierte Nakao wieder eigenes Geld, um der „Societade Brasileira de Cultura Japonesa e de Assistência Social“ (ブラジル日本文化センター, Burajiru Nihon bunka sentā) im Bunko-Gebäude einen Sitz zu ermöglichen. Er war von 1963 bis 1965 2. Vorsitzender. Nach seinem Rücktritt war er Vorsitzender des Kuratoriums und führte bis zu seinem Tod im Jahr 1975 ein tätiges Leben. Er schrieb utopische Romane, verfasste auch die Autobiografie „Hisōzoku-sha no seishin-shi“ (非相続者の精神史) – „Die spirituelle Geschichte eines Nicht-Erben“.